# De waanzinnige veertiende eeuw
De waanzinnige veertiende eeuw (originele titel: A Distant Mirror: The Calamitous 14th Century) is een boek van de Amerikaanse historica Barbara Tuchman uit 1978 dat verhaalt over het veertiende-eeuwse Europa. De Engelse titel van het boek verwijst naar Tuchmans stelling dat de dood en het lijden van de mensen van de 14de eeuw een verre spiegel zijn van die van de 20ste eeuw, meer in het bijzonder de verschrikkingen van de Eerste Wereldoorlog.

## Toelichting
Als centrale figuur in haar boek koos Tuchman de Picardische edelman Engelram VII van Coucy, deels omdat hij relatief lang leefde, waardoor aan de hand van zijn leven de belangrijkste gebeurtenissen van de veertiende eeuw verteld kunnen worden (Coucy werd in 1340 geboren, zeven jaar voordat in Zuid-Italië de pest uitbrak, en overleed in 1397). De belangrijkste reden was echter dat Coucy zeer betrokken was bij de internationale politiek – Coucy was een Franse edelman, maar hij huwde de dochter van Eduard III van Engeland.
Het boek behandelt de rampen die Europa in de veertiende eeuw troffen:
- de Honderdjarige Oorlog, met steeds wisselende bondgenootschappen tussen de seigneurs
- de pest of de zogenoemde Zwarte Dood, die de bevolking meer dan decimeerde
- het Westers Schisma
- plunderende huursoldaten en boerenopstanden, waaronder de Jacquerie in Frankrijk, door Coucy en andere edelen meedogenloos neergeslagen
- de bevrijding van Zwitserland en de Guldensporenslag
- de Slag bij Westrozebeke.

Tuchman richtte zich in haar werk niet alleen op politieke en religieuze veranderingen. Zo begint zij haar boek met de behandeling van de Kleine IJstijd, een klimaatverandering die de gemiddelde temperatuur in Europa tot in de achttiende eeuw deed dalen. Daarnaast beschreef ze het leven van mensen, van edelen tot boeren.
Het boek is ingedeeld in twee delen en 26 hoofdstukken en telt bijna 700 bladzijden. De schrijfstijl is zeer gedetailleerd en plastisch en er komen veel personages in het boek voor.
- Hoofdstuk 1: Ik ben de heer van Coucy': de dynastie
  - Enguerrand VII van Coucy (in de Nederlandse vertaling werden niet alle namen van de seigneurs vertaald; in het Engels van die tijd gebruikte men vaak de Franse naam, en zo is bijvoorbeeld Engelram ook in vertaling Enguerrand gebleven)
- Hoofdstuk 6: De slag bij Poitiers
- Hoofdstuk 7: Frankrijk onthoofd: de opstand van de burgerij en de Jacquerie
- Hoofdstuk 8: Gijzelaar in Engeland
  - Jan II van Frankrijk

De Nederlandse vertaling van het boek uit 1980 is van J.C. Sliedrecht-Smit en J. Spaans-Van der Bijl.

## Onderscheiding
- 1980: U.S. National Book Award in History

De waanzinnige veertiende eeuw · De kanonnen van augustus · De trotse toren · Stillwel en de Amerikaanse rol in China · Het eerste saluutschot · Het Zimmermann-telegram · De mars der dwaasheid · The Lost British Policy · Bible and Sword · Practicing History